# Rahmede
Die Rahmede ist ein etwa 12 Kilometer langer Bach im nordrhein-westfälischen Märkischen Kreis, der von links in die Lenne mündet.

## Name
Der Fluss wird 1413 als Raem erstmals urkundlich erwähnt. Der ursprüngliche Name *Rāma wurde mit der Zeit durch den Ortsnamen Rahmede verdrängt, welcher sich von *Rām-muthi „Mündung an der Rāma“ ableitet. Das rheinische Geländewort Rām bezeichnet eine feuchte, stellenweise versumpfte oder von einem trägen Wasser durchflossene Niederung.

## Geographie

### Verlauf
Die Rahmede entspringt in Lüdenscheid, durchfließt das gewundene enge nach ihr benannte Tal. Über den Bach führte die Talbrücke Rahmede. 
Sie mündet schließlich nach etwa 12 Kilometern in Altena auf einer Höhe von etwa 161 m ü. NHN von links in die Lenne.

### Rahmedetal
Der Bach wurde 1030 in einem alten Heberegister als „Rammuthe“ genannt. Lüdenscheid liegt im Stadtkern auf einer Meereshöhe von knapp 430 Metern, im 14 Kilometer entfernten Altena sind es weniger als 160 Meter. Beide Städte standen früh mit der Kleineisen- und Drahtindustrie in Berührung und machten sie sich zu Nutze. Die Wasserkraft der Rahmede war es, die die ersten Betriebe am Bach sesshaft werden ließ und die durch sich drehende Wasserräder die Blasebälge der Schmiedefeuer und die Fallhämmer in Gang brachten, um das Rohmaterial Eisen, welches bis zum 17. Jahrhundert in den nahen Bergen als Erz geschürft wurde, dort zu schmelzen und weiterzuverarbeiten, aber auch, um Getreidemühlen anzutreiben. Noch heute existieren Namen im Tal, die auf Walzen bzw. Rollen hindeuten, deren Eigentümer Turck, Mettberg, Kugel, Noelle, Dicke, Berg, Ritzel, Klauke und Schmoll in Ortsbezeichnungen wie Mettbergswalze oder Schmolls Rolle verewigt sind. Um 1800 diente der Bach 25 Drahtrollen, 12 Hammerwerken und einer Mahlmühle als Antriebskraft.
Im gesamten Talbereich fließen 29 Nebenbäche zu, von denen der längste über drei Kilometer lang ist. Die erste feste Straße wurde zwischen 1831 und 1834 gebaut. Eng mit dem Rahmedetal verbunden war auch die Kreis Altenaer Eisenbahn, die auf einer Einmeterspur von 1887 bis 1961 verkehrte. Zahlreiche Straßen verbinden das Tal mit den Höhengebieten auf beiden Seiten, wobei die wichtigsten Verbindungen die zur Bundesautobahn 45, der Sauerlandlinie, sind.

### Nebenflüsse
in der Mündungsreihenfolge flussabwärts
| Name                 | Länge in km | orogr. Lage | Einzugsgebiet in km² |
| -------------------- | ----------- | ----------- | -------------------- |
| Wehberger Bach       | 0,7         | links       | 1,481                |
| Vogelberger Siepen   | 0,65        | rechts      |                      |
| Tweersiepen          | 0,87        | rechts      |                      |
| Mühlmecke            | 0,4         | links       |                      |
| Brockhauser Bach     | 1,8         | links       |                      |
| Eggenscheider Bach   | 1,8         | links       | 1,451                |
| Rathmecker Bach      | 1,8         | links       |                      |
| Dünnebrettsiepen     | 1,4         | links       |                      |
| Krummenscheider Bach | 2,2         | links       |                      |
| Gottmecke            | 1,2         | rechts      |                      |
| Fuelbecke            | 2,8         | rechts      | 5,442                |
| Mühlenbach           | 2,0         | links       | 1,759                |
| Hemecke              | 2,4         | rechts      |                      |

## Bilder

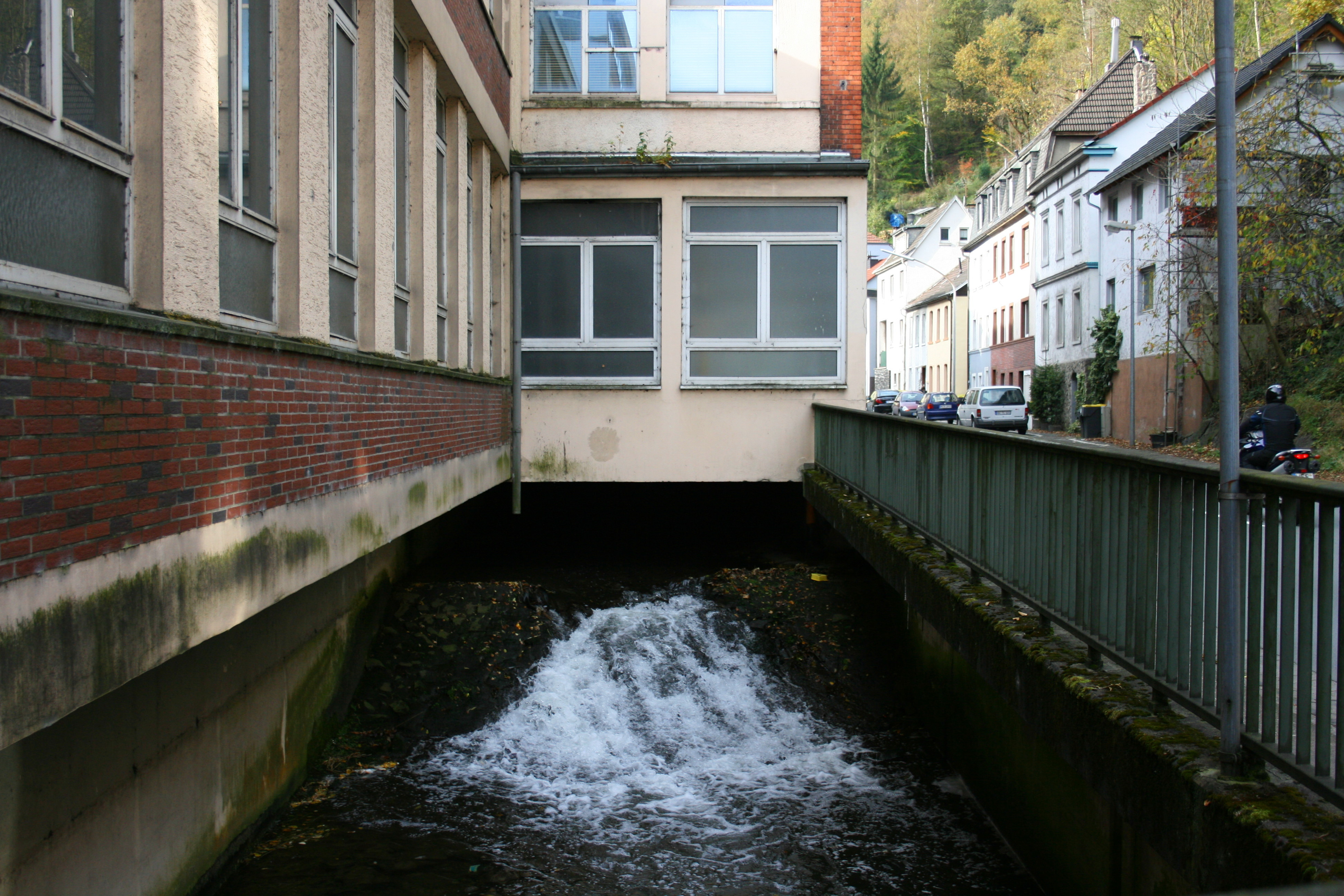
Die Rahmede unter einer Drahtfabrik
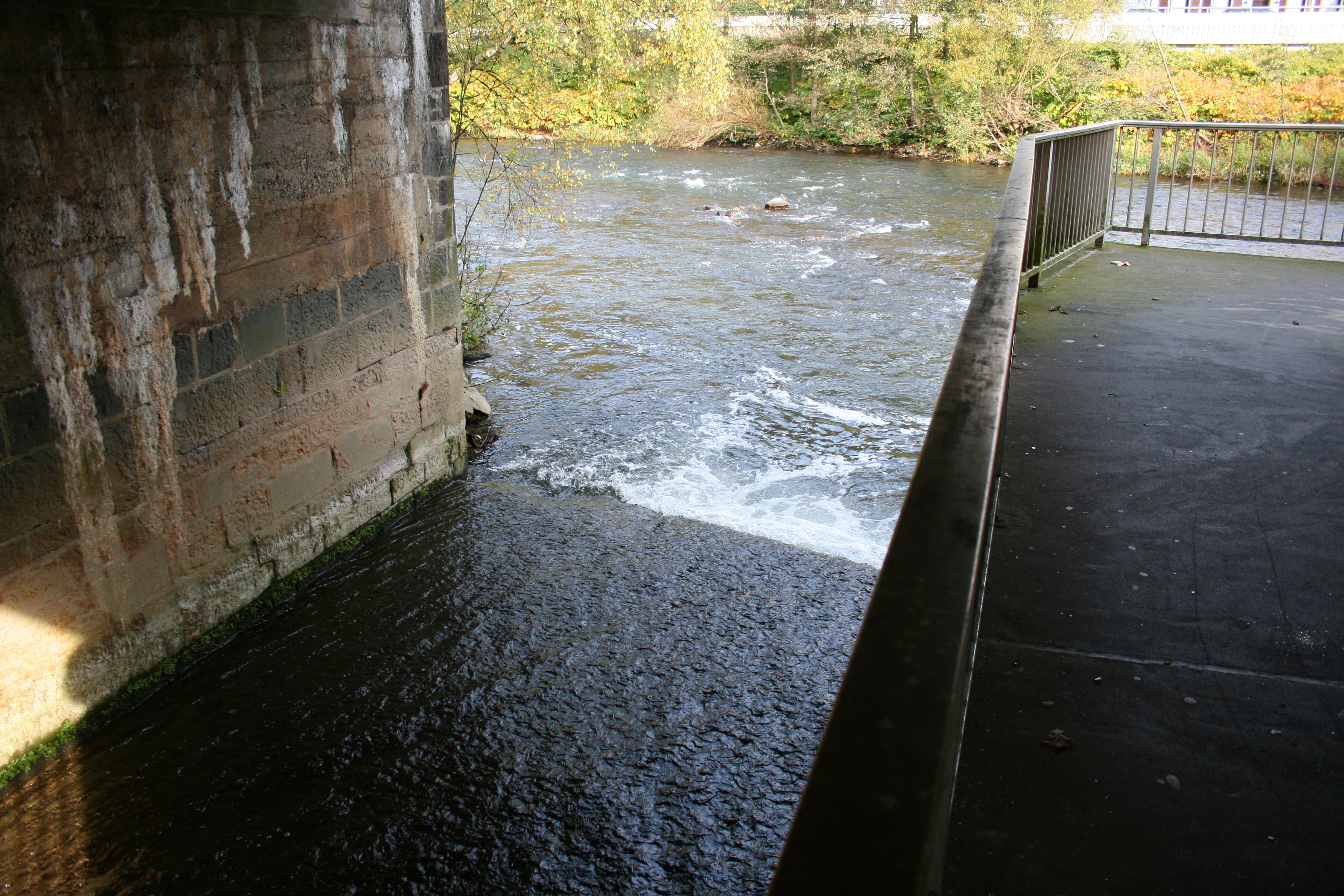
Mündung der Rahmede in die Lenne